# Eemsteyn
Eemsteyn of Eemstein was een klooster in de Groote Waard. Tijdens de Sint Elisabethsvloed in 1421 werd het verzwolgen. In 1435 werd het opnieuw gesticht in Kijfhoek, in 1572 werd ook dat klooster verwoest.

## Geschiedenis

### Eemsteyn I (1377-1421)
Het klooster werd gesticht in 1377 door Reinoud Johan Minnebodeszoon, een Dordtenaar die met toestemming van Albrecht van Beieren op zijn gekochte grond een klooster stichtte dat een belangrijke rol zou vervullen in het zuidwesten van Nederland. Het klooster lag op het hedendaagse Biesbosch terrein, vlak bij het eveneens verdronken dorp Eemkerk en deed dienst als Augustijnerklooster. De Utrechtse bisschop Floris van Wevelinkhoven gaf het klooster ook zijn erkenning in 1382. In 1385 veranderde het klooster zijn naam in Minnendael uit eerbied voor de oprichter. Op 6 augustus 1390 werd de visserij aan de Merwede door het klooster Heysterbach verkocht aan Eemstein. In 1403 ging het klooster over naar de Orde van Windesheim en vormde het een hoofdkapittel van Zuid-West-Holland. Het nam ook de oude naam Eemsteyn weer in gebruik. De huidige locatie van het oorspronkelijke klooster moet worden gezocht in de Brabantse Biesbosch in de omgeving boven de spaarbekken De Gijster en de Niezingerweg, maar er is tot op heden niets noemenswaardigs aan sporen gevonden.

### Eemsteyn II (1435-1572)
Na de Sint-Elisabethsvloed wordt het klooster opnieuw gesticht (1435), dit keer op het Kijfhoek-terrein dicht bij Zwijndrecht. In de 15e eeuw bloeit het klooster weer op met verdiensten uit de visserij en schenkingen uit Dordrecht. In 1450 krijgt het klooster een stuk grond gelegen in Maasdam aangeboden door een rijke weldoende burger uit Dordrecht en dit wordt per document bevestigd door de schepenen van Dordrecht. In 1469 helpen kloosterlingen van Eemstein met de bouw van een Cellebroedersklooster bij Brielle, David van Bourgondië bevestigt dit in een akte.
In 1572 wordt het klooster in brand gestoken door een groep Geuzen onder leiding van Dirk Wor. De gemeenschap bestond toen uit de kerk en acht onderkomens en veranderde gedurende honderd jaar in een verlaten gehucht. In 1839 werden de muren en fundamenten weggenomen en heeft een zekere Jan Leeuwenburg de grond als bouw- en grasland ingericht.